# Želva cochinská
Želva cochinská (Vijayachelys silvatica) je druh želvy z čeledi batagurovití. Vyskytuje se v Západním Ghátu. Objevena byla v roce 1912, kdy byly nalezeny dva exempláře, dalších 70 let poté nikdo tento druh nespatřil. V roce 1982 byla pozorována znova.
Želva je jediným druhem rodu Vijayachelys, který je pojmenován po Jagannathan Vijayaovi. Je všežravá.

## Popis
Krunýř je značně promáčklý, s výrazným středním kýlem a jedním méně výrazným bočním kýlem na každé straně. Plastron je velký. Horní čelist je zahnutá.
Hlavu mají poměrně velkou, se zkráceným čenichem a zahnutou horní čelistí. Lebka postrádá temporální oblouk a má přední kost prodlouženou tak, aby tvořila značnou část očnice. 
Karapax má tmavě bronzovou barvu. Plastron je nažloutlý, s 2 tmavými skvrnami. 